# 아우터뱅크스

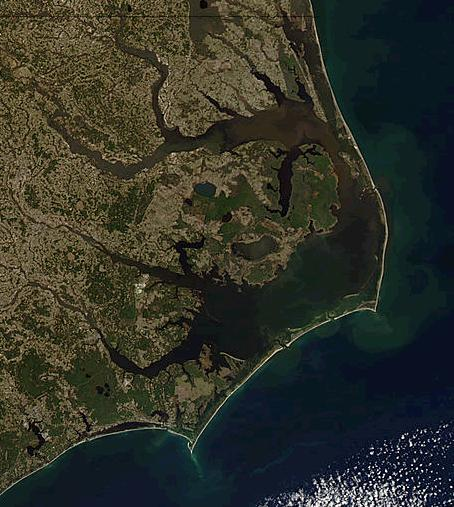
아우터뱅크스의 위성 사진

아우터뱅크스(Outer Banks)는 미국 노스캐롤라이나주 동쪽에 늘어서 있는 평행사도이다.

## 개요
부근의 대서양은 북쪽에서 래브라도 해류와 남쪽의 플로리다 해류가 만나는 곳으로 항해가 어려운 곳이며, 케이프 해터라스 등대, 케이프 룩아웃 등대 등이 있다.

## 같이 보기
- 아우터뱅크스 (드라마)